# Ely stift
Ely stift (engelska: Diocese of Ely) är ett stift inom Engelska kyrkan. Stiftet ligger i East Anglia, norr om London, och omfattar Cambridgeshire och västra Norfolk, förutom the Soke of Peterborough. Biskopssäte är Ely, och domkyrka är ortens gamla klosterkyrka från 1080-talet, Katedralen i Ely. Stiftets historia går tillbaka till den anglo-saxiska perioden, då sankt Etheldreda lät grunda ett kloster på platsen år 673.

## Historik

### Bakgrund

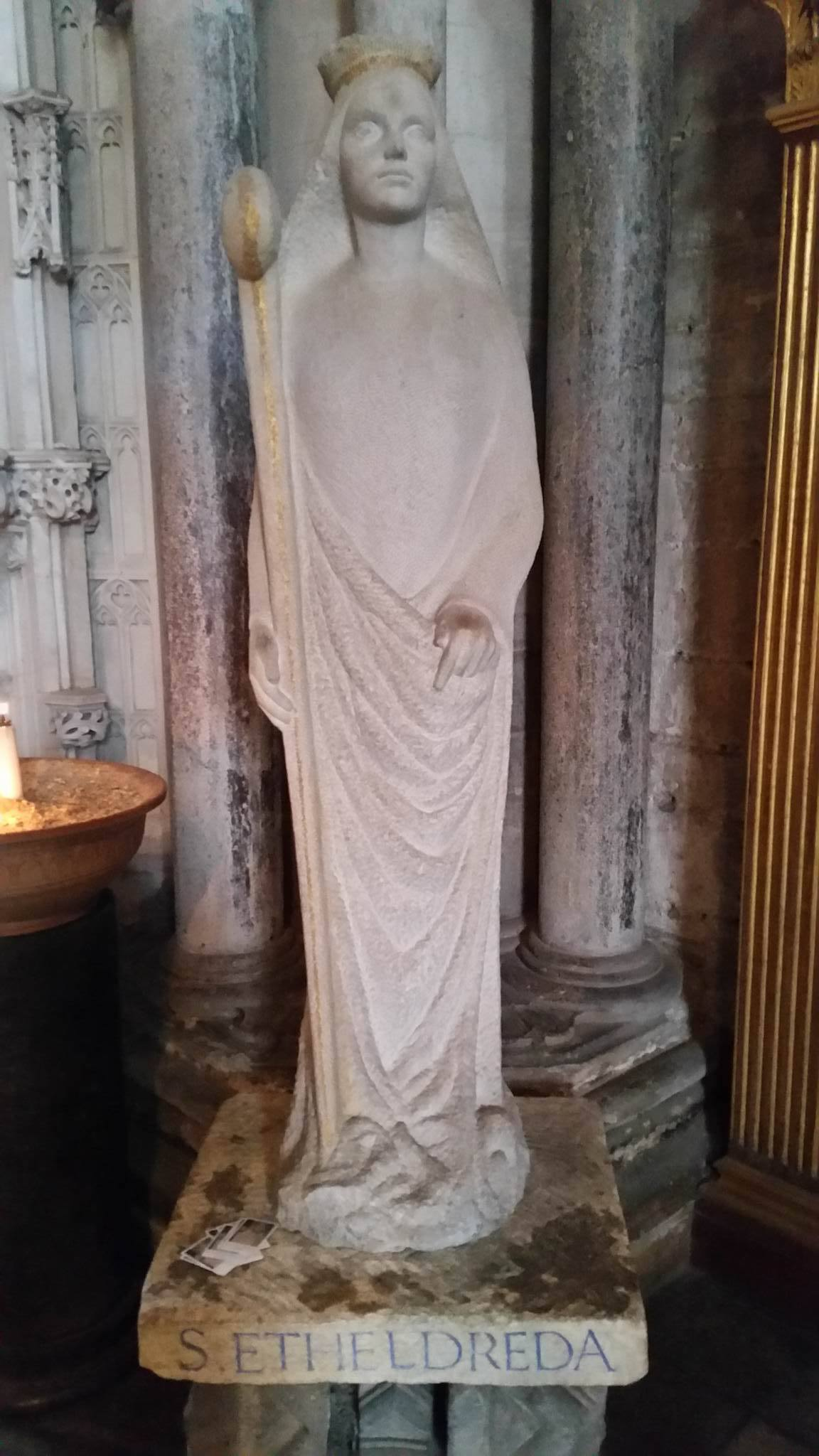
Statyn Sankt Etheldreda (1961) av Philip Turner står i Katedralen i Ely.

Kristendomen kom till England med romarna, senast under 200-talet e.Kr. Då floddalen kring dagens Cambridge liksom området The Fens runt Ely var bebott, odlat och brukat av romarna är det alltså möjligt att kristendomen var etablerad i stiftet redan under 200- och 300-talet e.Kr. Under första halvan av 600-talet ska i vart fall en äldre kyrka ha förstörts i dagens Ely, enligt traditionen om kung Penda av Mercia. Under den anglosaxiska perioden grundades det även benediktinerkloster i Thorney, och ett nunnekloster i Chatteris. Enligt en äldre tradition som nedtecknades först på 1500-talet fanns det möjligen även ett nunnekloster i Eltisley. 
Stiftets tidiga historia är i övrigt starkt förknippad med den saxiska kungadottern Etheldreda, som fick Isle of Ely i morgongåva. År 673 grundade hon ett dubbelkloster i det som idag är staden Ely, på hennes egna marker. Hon blev klostrets första abbedissa. Etheldreda dog runt år 679. En lokal helgonkult uppstod kring henne, och hennes reliker placerades i en stensarkofag som blev föremål för vallfärd. Relikskrinet förstördes i samband med reformationen. St Etheldreda's Church vid Ely Place i London samt St Edheldredas romersk-katolska kyrka i Ely hävdar dock fortsatt att de har del av hennes reliker. Etheldredas markinnehav kom senare att spela en central roll för stiftet genom the Liberty of Ely (se nedan).

### Normandiska perioden, stiftets grundande
Under Ethelwold, biskop av Winchester, ombildades Ely abbey till ett benediktinerkloster. Tack vare de stora markerna blev klostret ett av de rikaste i England och under klostrets förste normandiske abbot, Simeon, började en ny klosterkyrka byggas år 1081.
Fram till 1109 löd kyrkorna i Cambridgeshire och Island of Ely under Lincolns stift. Men några år tidigare hade abbot Richard föreslagit att dela Lincolns stift, för att underlätta för biskopen där. Frågan diskuterades vid konsiliet i London i maj 1108. Den fick påvligt godkännande i november samma år. Det dröjde dock ytterligare ett år innan stiftet formellt grundades, när kung Henrik I av England skrev under ett privilegiebrev i oktober 1109. Som förste biskop utsågs Hervey le Breton, som överfördes från biskopssätet i Bangor stift i Wales.
Kyrkan användes som katedral från 1109, men stod färdig först någon gång 1170–1200. Den var helgad åt Sankt Peter och Heliga jungfrun. Från år 1250 tillägnades katedralen även till den första abbedissan, Sankt Etheldreda.
Under den normandiska perioden var biskopen av Ely en central person för det engelska hovet. Av 20 biskopar åren 1133–1373 är nära hälften antingen kungens lordkansler eller riksskattmästare. I slutet av 1200-talet köper biskop John Kirkby mark i Holborn och låter uppföra Ely House eller Ely Palace, som under nästan 500 år blir biskoparnas av Ely officiella residens i London. Kirkby testamenterar Ely place till biskopsämbetet, och det är först på 1770-talet som fastigheten säljs. I anslutning till biskopsresidenset anlades även ett privatkapell, tillägnat Sankt Etheldreda. Kyrkan är en av två byggnader från Edvard I:s tid som överlevt till 2020-talet. Sedan 1873 ägs och används den av Romersk-katolska kyrkan som kyrkobyggnad.

### Medeltiden, Liberty of Ely
Från slutet av 900-talet hade först abboten och sedan biskopen av Ely ställning som världslig herre i området Isle of Ely. Kyrkan åtnjöt omfattande privilegier och höghetsrättigheter, som gått till historien under begreppet The Liberty of Ely, ett begrepp som kan förstås som både de privilegier biskopen åtnjöt och det geografiska område som privilegierna avsåg.
Enligt vissa historiker som lutar sig på traditionen ärvdes dessa rättigheter ned till kyrkan från St Etheldreda, via den mark hon härskade över och gav till kyrkan när det första klostret i Ely grundades. Detta är dock svårt att bekräfta. Privilegierna finns dokumenterade från senast år 970 i ett privilegiebrev utfärdat av kung Edgar. Där erhöll munkarna i Ely kloster rätten till de böter och straffrättsliga avgifter som utdömdes på Isle of Ely. Från 1052 får den dåvarande abboten, Wulfric, ett nytt privilegiebrev från Edvard Bekännaren. Senast vid detta tillfälle blir the Liberty of Ely en territoriell jurisdiktion under abboten, med rätt att företräda kronan i vissa rättssaker.
Under högmedeltiden åtnjöt Ely administrativa, juridiska och skattemässiga privilegier. Kungens fogdar och kringresande domare skulle hålla sig borta. Ansvaret att gripa brottslingar, samla in böter och ta upp skatt för kungens räkning sköttes i stället av biskopens befallningsmän och biskopen utsåg domare som ansvarade för rättskipningen i området. Även om stiftsjorden inte var fullt ut skattebefriad kunde biskopen också behålla vissa av de skatter som togs upp.  Även klosterföreståndaren i Ely abbey hade rätt att hålla egen domstol, men i betydligt mera begränsad omfattning.
Med början under Tudoreran och engelska reformationen, följt av en lång vakans i biskopsämbetet i slutet av 1500-talet, börjar The Liberty of Elys självständiga ställning att försvagas. Trots det fortsätter biskopen att utnämna områdets högsta domare långt in i modern tid. Utöver domstolsförhandlingar svarar domarna nu för fördelning av vägavgifter och taxor, revision av fattigvårdens kassa och tillsyn av fängelset. I takt med att den moderna staten växer fram växte också ansvaret för välfärd och andra samhällsfunktioner inom biskopens ansvarsområde.
Under 1800-talet blev skillnaderna mellan the Liberty of Ely och omkringliggande grevskap uppenbara; samtidigt genomgick England flera stora sociala reformer. Den 17 augusti 1836 antogs slutligen en lag som överförde The Liberty of Ely från biskopen till grevskapet Cambridgeshire, efter drygt 900 år under abboten eller biskopens styre.

### Reformationen, Inbördeskriget

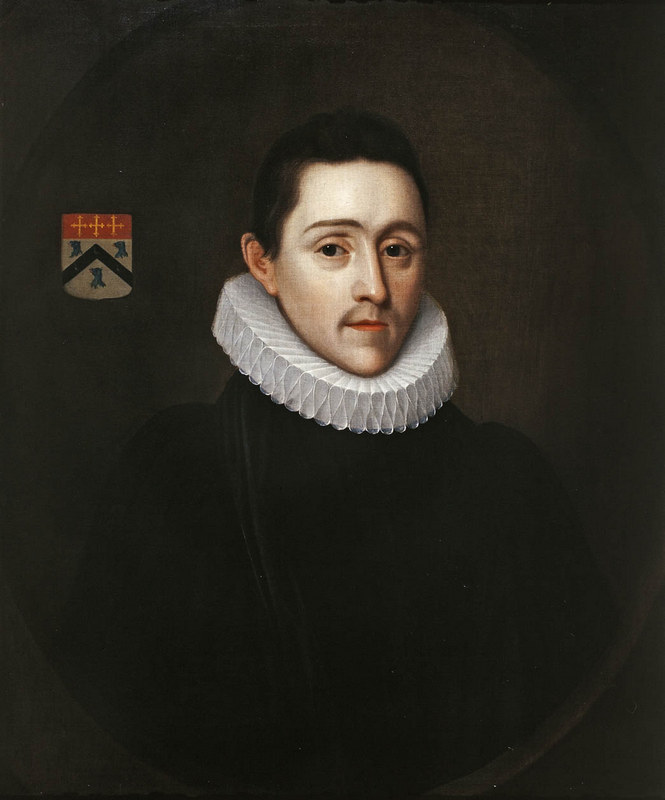
Matthew Wren, biskop av Ely, avsattes under Engelska inbördeskriget, för sin högkyrkliga inriktning och för att ha motverkat puritanernas fria förkunnelse.

Ely abbey överlämnades till kungen den 18 november 1539 och upplöstes. Tre år senare, 1541, stiftade kungen ett nytt domkapitel, bestående av en dekan, åtta prebendepräster, åtta mindre kaniker, diakon och subdiakon, 24 studenter, två lärare, en organist och ett antal korister. Den siste priorn i klostret blev katedralens första protestantiska dekan.
Under 1540-talets ikonoklasm undanröjs helgonbilder och kopplingar till den gamla kyrkan. I Ely krossas många av katedralens målade glasfönster, och Sankt Etheldredas relikskrin förstörs. Det lokala helgonet tas också bort ur katedralkyrkans tillägnan, som sedan dess helgats åt Heliga och odelbara treenigheten.
Under Engelska inbördeskriget kom en av stiftets invånare, Oliver Cromwell, att spela en särskild roll som lordprotektor och ledare för revolutionen. Den 9 oktober 1646 beslutade revolutionärerna i parlamentet att avskaffa episkopalismen som Engelska kyrkans struktur och biskoparna som dess ämbetsmän. Men redan 1540–1541 hade många biskopar åtalats och fängslats, bland dem Matthew Wren av Ely. Han hade då orsakat upplopp i Wisbech i sitt hemstift och Colchester i Essex för sitt stöd för ärkebiskop William Lauds högkyrkliga inriktning och sitt motstånd mot puritanerna. Under Wrens tidigare tjänstgöring i Norwich stift hade hans visitationer varit omfattande och grundliga, inte minst för att utreda om andra än de prästvigda predikat i kyrkorna och hur det stod till med konventiklar (husförsamlingar). När han åtalades av parlamentet 1641 var det för att ha försökt hindra en rörelse av fria förkunnare, lecturers. Wren satt fängslad i Towern under 17 år. Han återinsattes som biskop av Ely 1660 när Protektoratet föll.

### Industrialismen, geografiska förändringar
Ursprungligen sträckte sig stiftet över hela det historiska grevskapet Cambridgeshire samt Isle of Ely. När befolkningen ökade kraftigt under 1800-talet behövde det geografiskt mycket omfattande Lincolns stift delas upp, och 1837 fördes Huntingdonshire och Bedfordshire till Ely. Även Sudbury ärkediakonat i Suffolk fördes till Ely.
År 1914 gjordes nya förändringar i stiftsorganisationen. Huntingdon förblev en del av Ely, medan Sudbury fördes till Saint Edmundsbury och Ipswich stift och Bedfordshire fördes till Saint Albans stift Samtidigt övergick Norfolk väster om floden Great Ouse från Norwich stift till Ely.
Sedan dess består stiftet av Cambridgeshire, Isle of Ely, delar av västra Norfolk samt södra Peterborough.
Trots att staden Peterborough är biskopssäte i Peterborough stift tillhör stadsdelen Thorney och andra områden söder om floden Nene av historiska skäl Ely stift. För att underlätta för församlingarna i området har biskopen i Ely sedan 2011 utsett biskopen av Peterborough till sin assisterande biskop i Ely, och genom överenskommelse mellan de båda talar nu biskopen av Peterborough för Engelska kyrkan i alla frågor som avser Peterboroughområdet på båda sidor om floden.

## Organisation

### Biskopen av Ely
Biskopen av Ely är stiftsbiskop. Han eller hon leder stiftet och utövar den pastorala tillsynen över församlingar och präster. Biskopssäte är katedralen i Ely.
Biskopen har till sitt stöd en suffraganbiskop som delar ansvaret för biskopens tillsyn i stiftet. Biskopen också biskopens råd och stiftssynoden.
Den nuvarande biskopen av Ely är Stephen Conway. Han är den 69:e i ordningen och installerades den 5 mars 2011. Sedan 14 juni 2014 är biskop Stephen en av de 26 Lords Spiritual som representerar Engelska kyrkan i det brittiska parlamentets överhus, House of Lords.

### Suffraganbiskop
Sedan 1534 har Engelska kyrkan utsett suffraganbiskopar som stöd till stiftsbiskopen. En suffraganbiskop utövar sitt ämbete på stiftsbiskopens delegation, och uppgifterna kan skilja sig kraftigt åt mellan stiften.
I Ely stift finns en suffraganbiskop, biskopen av Huntingdon. Biskopen av Huntingdon verkar parallellt med biskopen av Ely över hela det geografiska område som utgör stiftet. Han eller hon har ett särskilt ansvar för ordination av nya präster och deras första år i tjänst samt för stiftets lekmannapredikanter, readers.
Den nuvarande biskopen av Huntingdon är Dagmar Winter, hon är den sjunde i ordningen. Hon biskopvigdes 3 juli 2021 i Sankt Paulskatedralen i London, och blev då den första biskopsvigda kvinnan inom Engelska kyrkan i East Anglia.

### Biskopar för alternativ episkopal tillsyn
Sedan 1992 respektive 2014 tillåter Engelska kyrkan prästvigning och biskopsvigning av kvinnor. Parallellt har kyrkan även erbjudit lösningar för församlingar som av teologiska skäl inte vill betjänas av en kvinnlig präst eller stå under en kvinnlig biskop. Systemet kallas alternativ episkopal tillsyn (engelska Alternative Espicopal Oversight, AEO), och är utformat så att församlingens kyrkoråd kan begära att ställas under en biskop som delar församlingens ämbetssyn.
De biskopar som ansvarar för den alternativa tillsynen kallas Provincial Episcopal Visitors (PEV) och är verksamma i flera stift. Anglo-katolska församlingar i Ely stift som begärt alternativ episkopal tillsyn betjänas av biskopen av Richborough, medan församlingar med konservativ evangelikal inriktning betjänas av biskopen av Maidstone.

### Stiftssynod
I Engelska kyrkan är det biskopen som styr stiftet, med råd och samtycke av representanter för stiftets präster och lekmän, samlade i stiftssynoden (eng. Diocesan Synod). Synoden diskuterar de ärenden som rör stiftet eller som biskopen eller Generalsynoden lägger fram för beslut. Det är också stiftssynoden som beslutar om budget och godkänner redovisningen av stiftets ekonomiska förvaltning. Däremot kan stiftssynoden inte formulera kyrkans tro eller lära, det ansvaret vilar på Generalsynoden.
Merparten av ledamöterna i stiftssynoden väljs av dekanaten vart tredje år, medan några ledamöter deltar ex officio eller väljs in av stiftssynoden själv eller av biskopen. Synoden är indelad i biskoparnas, prästernas och lekmännens hus. I huvudsak samlas alla ledamöter gemensamt och beslut fattas med enkel majoritet. Vissa frågor kräver dock majoritet i vart och ett av husen, och när frågor berör präster och lekmän på olika sätt kan husen också hålla separata samlingar och omröstningar. Biskopen har möjlighet att utöva veto i de flesta av synodens beslut.

### Biskopens råd
Biskopens råd är ett rådgivande organ för stiftsbiskopen och en permanent kommitté för stiftssynoden. Rådet bereder ärenden och planerar stiftssynodens möten, verkställer synodens beslut, och fattar beslut i dess ställe när synoden inte sammanträder. Biskopen diskuterar frågor om stiftets ledning med rådet. Rådet kan också utse ledamöter och representanter i andra kommittéer och grupper, och formulerar policy för stiftets inre liv och verksamhet.
Den juridiska personen Ely stift utgörs av Ely Diocesan Board of Finance, som förvaltar stiftets ekonomi på uppdrag av stiftssynoden. Styrelsen äger och förvaltar stiftets fastigheter och övriga tillgångar, och har ett särskilt ansvar för försäkringar, pensionsavsättningar och stiftets anställda. I Ely stift utgör biskopens råd även styrelse för Ely Diocesan Board of Finance.
Enligt kyrkoordningen måste varje stift också ha en missions- och pastoralkommitté. I Ely stift har denna organiserats som en kommitté vardera för Cambridge respektive Huntingdon & Wisbechs ärkediakonat.

### Stiftsindelning
Ely stift är indelat i två ärkediakonat, som vart och ett leds av en ärkediakon. Uppdraget innebär att under biskopens ledning ansvara för att visitera församlingar, övervaka det demokratiska arbetet i kyrkoråd och stiftssynod, stödja och ha tillsyn över präster och diakoner samt fullfölja biskopens ansvar vad gäller kyrkobyggnader och övriga fastigheter.
Ärkediakonaten är i sin tur indelade i femton dekanat. Dekanaten leds av en präst som kallas Area Dean eller Rural Dean (dekan), och en synod bestående av dekanatets präster samt valda lekmän från alla församlingar i området.
| Stift Diocese | Ärkediakonat Archdeaconries          | Dekanat Area eller Rural Deaneries   |
| ------------- | ------------------------------------ | ------------------------------------ |
| Ely stift     | Archdeaconry of Huntingdon & Wisbech | 1. Deanery of Wisbech Lynn Marshland |
| Ely stift     | Archdeaconry of Huntingdon & Wisbech | 2. Deanery of Fincham and Feltwell   |
| Ely stift     | Archdeaconry of Huntingdon & Wisbech | 3. Deanery of March                  |
| Ely stift     | Archdeaconry of Huntingdon & Wisbech | 4. Deanery of Yaxley                 |
| Ely stift     | Archdeaconry of Huntingdon & Wisbech | 5. Deanery of Saint Ives             |
| Ely stift     | Archdeaconry of Huntingdon & Wisbech | 6. Deanery of Ely                    |
| Ely stift     | Archdeaconry of Huntingdon & Wisbech | 7. Deanery of Huntingdon             |
| Ely stift     | Archdeaconry of Huntingdon & Wisbech | 8. Deanery of Saint Neots            |
| Ely stift     | Archdeaconry of Cambridge            | 9. Deanery of Fordham and Quy        |
| Ely stift     | Archdeaconry of Cambridge            | 10. Deanery of Northstowe            |
| Ely stift     | Archdeaconry of Cambridge            | 11. Deanery of Bourn                 |
| Ely stift     | Archdeaconry of Cambridge            | 12. Deanery of Cambridge North       |
| Ely stift     | Archdeaconry of Cambridge            | 13. Deanery of Cambridge South       |
| Ely stift     | Archdeaconry of Cambridge            | 14. Deanery of Granta                |
| Ely stift     | Archdeaconry of Cambridge            | 15. Deanery of Shingay               |

## Stiftsgemensamma verksamheter

### Skolor
Enligt kyrkoordningen ska varje stift ha en särskild skolöverstyrelse, vars huvudsakliga uppgift är att stötta all undervisning i stiftet som utgår från Engelska kyrkans tro och praktik. Skolöverstyrelsen ska också främja religionsundervisning och gudstjänstliv i skolorna i stiftet, stötta skolor som drivs av kyrkan samt främja samarbete mellan kyrkan och människor verksamma inom utbildningssektorn.
Skolöverstyrelsen samverkar med 87 anglikanska skolor i Ely stift. Den absoluta merparten av skolorna vänder sig till barn i åldrarna 4–11 år, men under 2020-talet har stiftet börjat arbeta med att starta flera nya skolor för utbildning av äldre barn.
Skolöverstyrelsen är huvudman i skolorna, och kan utöva tillsyn över skolornas styrelser. I Ely stift är dock finansieringen av samtliga skolor statlig. En viktig del i skolöverstyrelsens arbete är att rekrytera, utse och utbilda ungefär 1 000 styrelseledamöter i de lokala skolorna samt 2 000 rektorer och andra skolledare.

### Dövkyrkan i Ely stift
Dövkyrkan i Ely stift vänder sig till döva och dövblinda men också hörselskadade och andra användare av brittiskt teckenspråk. En särskild kaplan ansvarar för Dövkyrkans verksamhet på stiftsnivå.
Ely stift organiserar bland annat gudstjänster på teckenspråk, bibelstudiegrupper, cafékyrka för döva samt sociala verksamheter, besöksverksamhet och stöd vid behov av teckentolkning av kyrkliga handlingar.

### Kaplaner
På stiftsnivå organiseras kaplaner vid de två statliga fängelser som finns i stiftet, samt vid tre sjukhus och ett hospice. För universitetskaplaner, se Peculiarförsamlingar inom Ely stift nedan.

### Teologiska seminarier
Sedan andra halvan av 1800-talet driver Engelska kyrkan två teologiska utbildningar (college) i Ely stift, nämligen Ridley Hall och Westcott House. Båda skolorna finns i Cambridge, med koppling till universitetet. Institutionerna utbildar präster, diakoner och lekmän för tjänst i Engelska kyrkan.

## Peculiarförsamlingar inom Ely stift

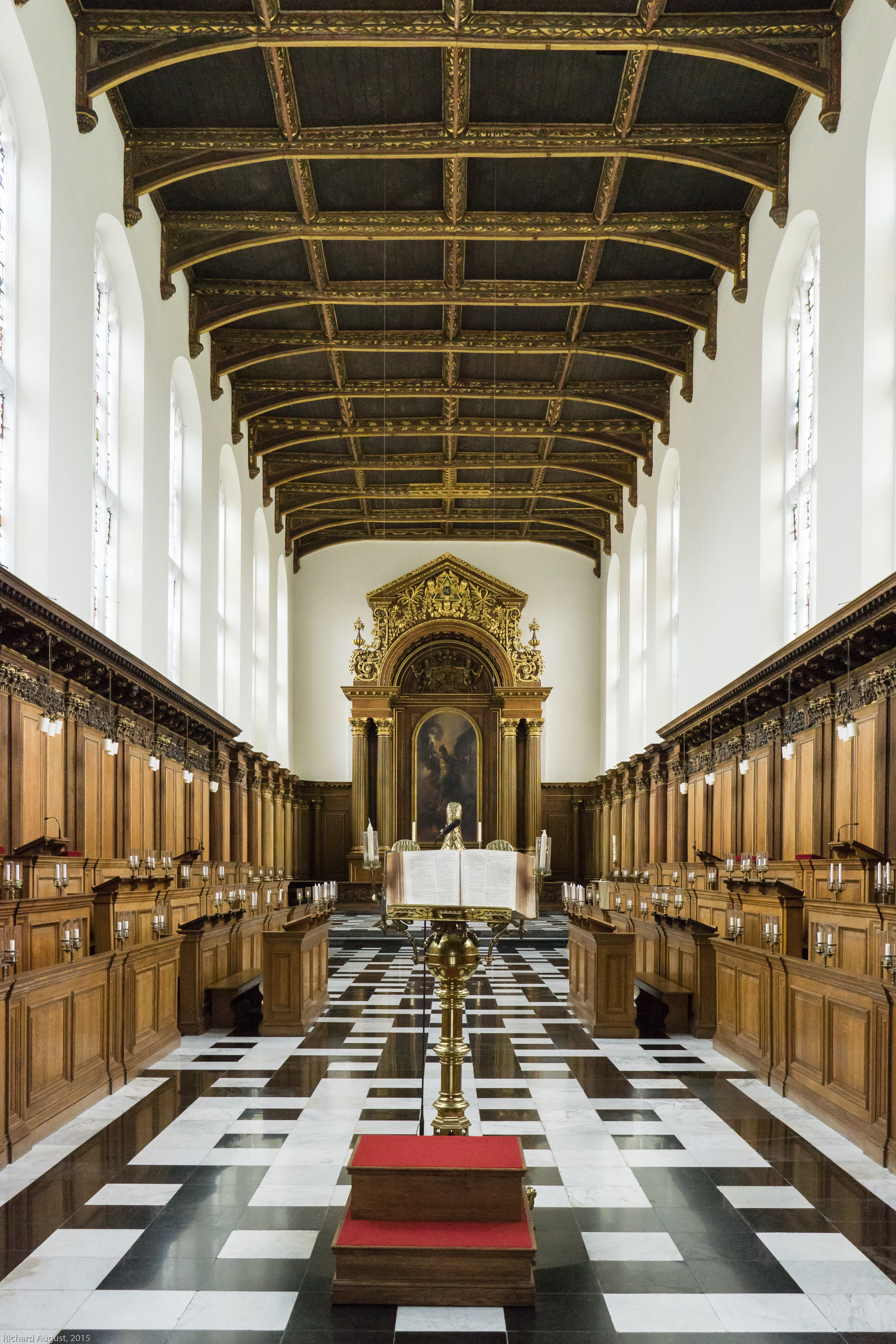
Trinity College är ett av de kapell vid Universitetet i Cambridge som utgör en peculiarförsamling och som därmed står utanför Ely stift.

Sedan medeltiden har Universitetet i Cambridge, trots sin starka koppling till kyrkan, hävdat att universitetet står utanför kyrkans organisationen för andlig tillsyn, och alltså inte lyder under biskopen av Ely. Ordningen kan jämföras med Royal Peculiar, det vill säga församlingar som lyder direkt under kungen snarare än en stiftsbiskop.
En peculiarförsamling står dock inte utan tillsyn. I biskopens ställe träder en ordinarius, som har det juridiska tillsynsansvaret, och en visitator, som har det andliga tillsynsansvaret. De flesta kollegier (engelska: college) i Cambridge har utsett kollegiets föreståndare (engelska: Master) eller en grupp av akademiska ledare till ordinarius. Vad gäller visitator varierar bruket och det förekommer till exempel att Cambridges universitetskansler,, innehavaren av en viss adelstitel, samt biskoparna av Canterbury, Ely och Lincoln, fungerar som visitatorer.
I ett fåtal fall är kollegiernas ställning som fristående från stiftsbiskopen dokumenterad i stiftelseurkunder eller påvliga bullor. I huvudsak saknas dock kyrkorättslig reglering, och ordningen vilar på konkludent handlande från universitetet och biskopen av Ely. Trots det finns ändå en stark samhörighet i praktiken, då universitetsprästerna behöver biskopens tillstånd för att kunna verka utanför det egna kollegiet, samt för att erhålla vigselrätt. Därutöver deltar också flertalet av universitetsprästerna i präst- och teologutbildningarna, eller bedriver forskning i nära anslutning till Engelska kyrkans verksamhet och intresseområde. 
| Dekan och kaplan(er)                       | Enbart dekan               | Enbart kaplan       |
| ------------------------------------------ | -------------------------- | ------------------- |
| Corpus Christi College                     | Clare College              | Christ's College    |
| Emmanuel College                           | Gonville and Caius College | Churchill College   |
| King's College med King's College Chapel   | Jesus College              | Downing College     |
| Peterhouse                                 | Pembroke College           | Fitzwilliam College |
| St Catharine's College                     | Trinity Hall               | Girton College      |
| St John's College                          |                            | Magdalene College   |
| Selwyn College med Newnham College         |                            | Queens' College     |
| Trinity College med Trinity College Chapel |                            | Wolfson College     |
|                                            |                            | Anglia Ruskin       |

## Kyrkor och byggnader

### Katedralen i Ely, stiftets domkyrka
Heliga och odelbara treenighetens katedralkyrka (Cathedral Church of the Holy and Undivided Trinity), allmänt kallad Katedralen i Ely, är stiftets domkyrka och biskopssäte för biskopen av Ely och suffraganbiskopen av Huntingdon. Katedralen leds av ett domkapitel med vigda och sekulära kaniker, kring vilka en församling samlas. Däremot är den inte församlingskyrka med ansvar för ett visst geografiskt område i staden Ely, utan tjänar som moderkyrka för hela Ely stift. 
Katedralens historia går tillbaka till en klosterkyrka uppförd på 670-talet. Den nuvarande byggnaden invigdes 1083, och var ursprungligen helgad åt Sankta Etheldreda, Sankt Petrus och Sankta Maria. Under den engelska reformationen 1539 stängdes klostret i Ely för gott, men kung Henrik VIII beslutade att bilda ett nytt domkapitel i katedralen, bestående av sekulärkaniker. Samtidigt får katedralen en ny dedikation, och helgas nu åt den heliga och odelbara treenigheten.
Byggnaden är uppförd i romansk stil, med utsmyckningar i höggotik. Det oktagonala centraltornet med lanternin skapar stor rymd i kyrkans mittgång, och den åttkantiga formen speglas även i utrymmet där långskepp och tvärskepp möts i korsmitten. Det höga västtornet är en viktig del i den överväldigande västfasaden, och ett synligt landmärke i Elys stadsbild och siluett.

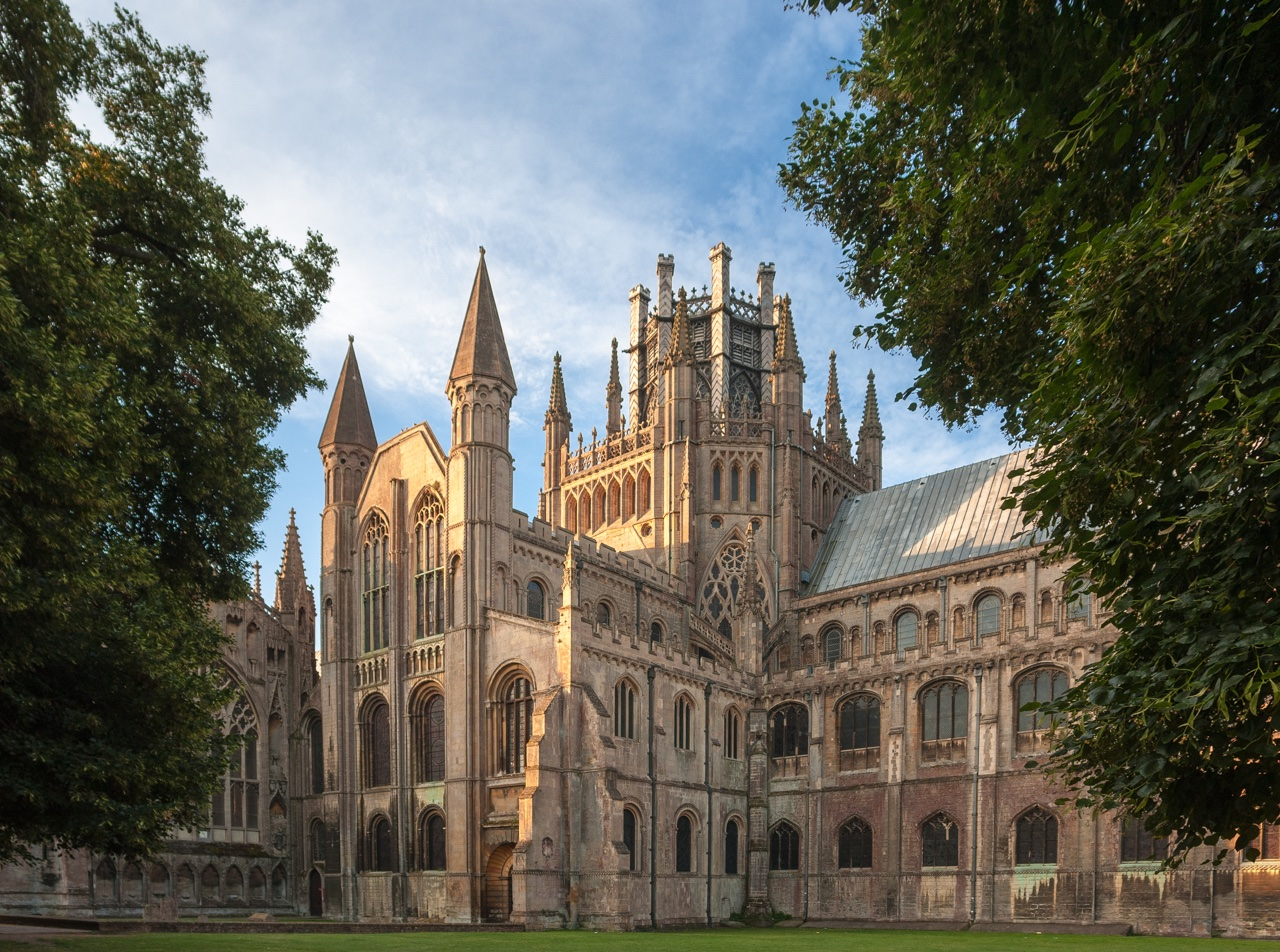
Exteriör av det oktagonala centraltornet.
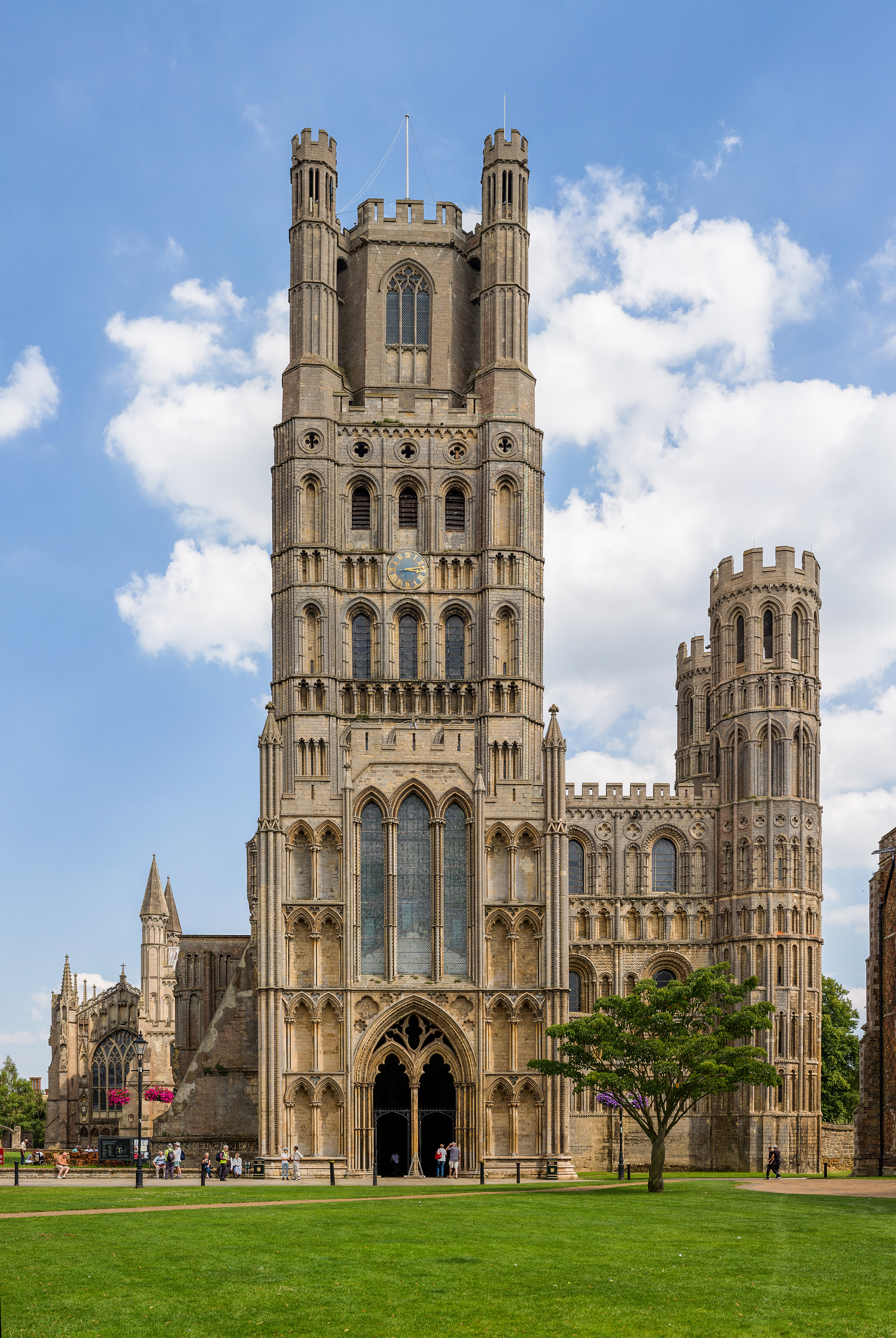
Västfasaden med antekyrkan.
Mittskeppets och lanterninens tak.
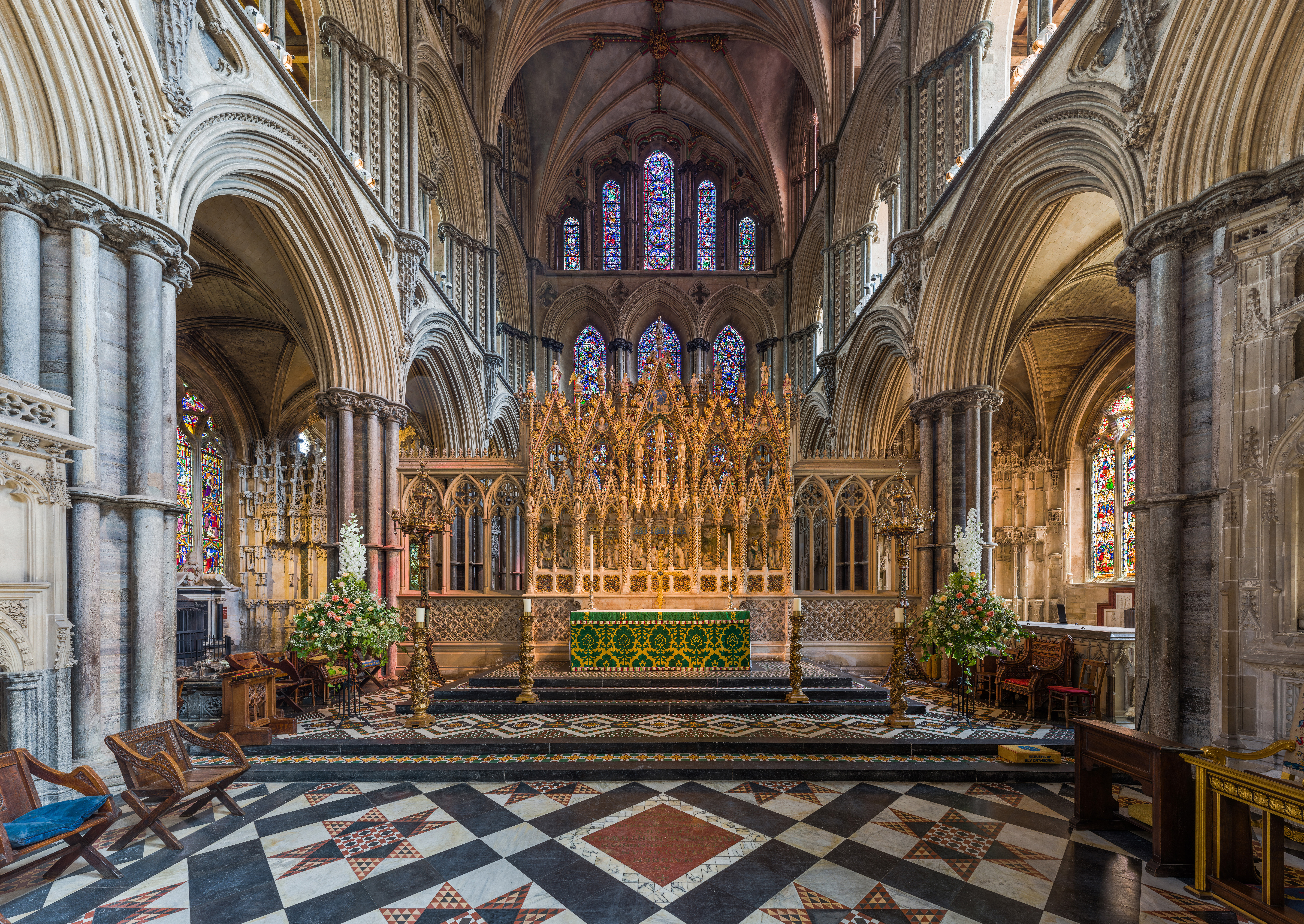
Högaltaret.

### King's College Chapel
King's College Chapel är kapellet vid King's College vid Universitetet i Cambridge. Kapellet byggdes 1446–1515 och är ett viktigt exempel på engelsk sengotik och perpendikulärstil. Den ursprunglige byggherren, Henrik VI av England, hade tänkt uppföra en motsvarighet till Eton College, men den enda byggnad som uppfördes var kapellet. Bland de viktiga arkitektoniska elementen finns betydande solfjädervalv, lektorium och omfattande glasmålningar och lansettfönster.

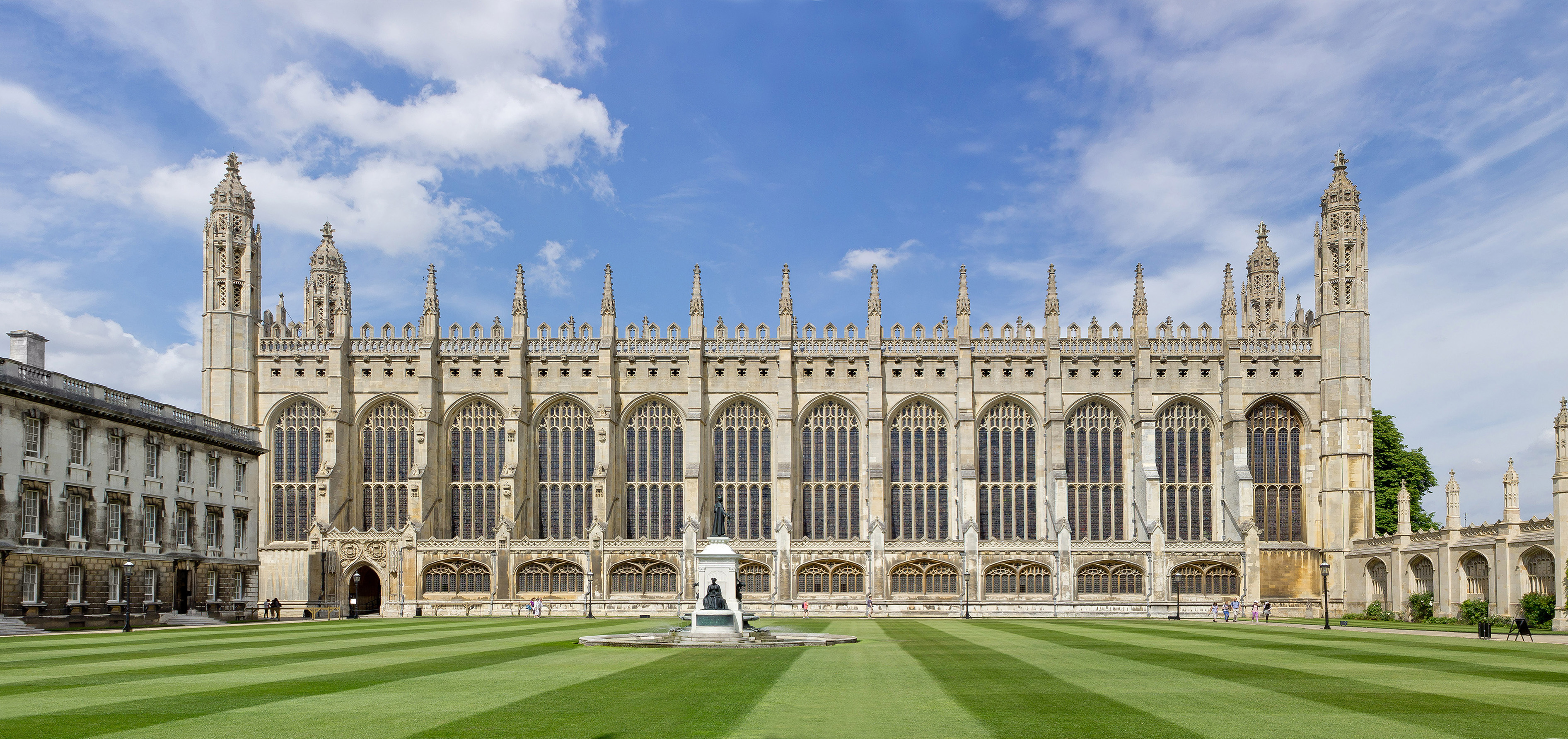
King's College Chapel sett inifrån collegebyggnaderna.
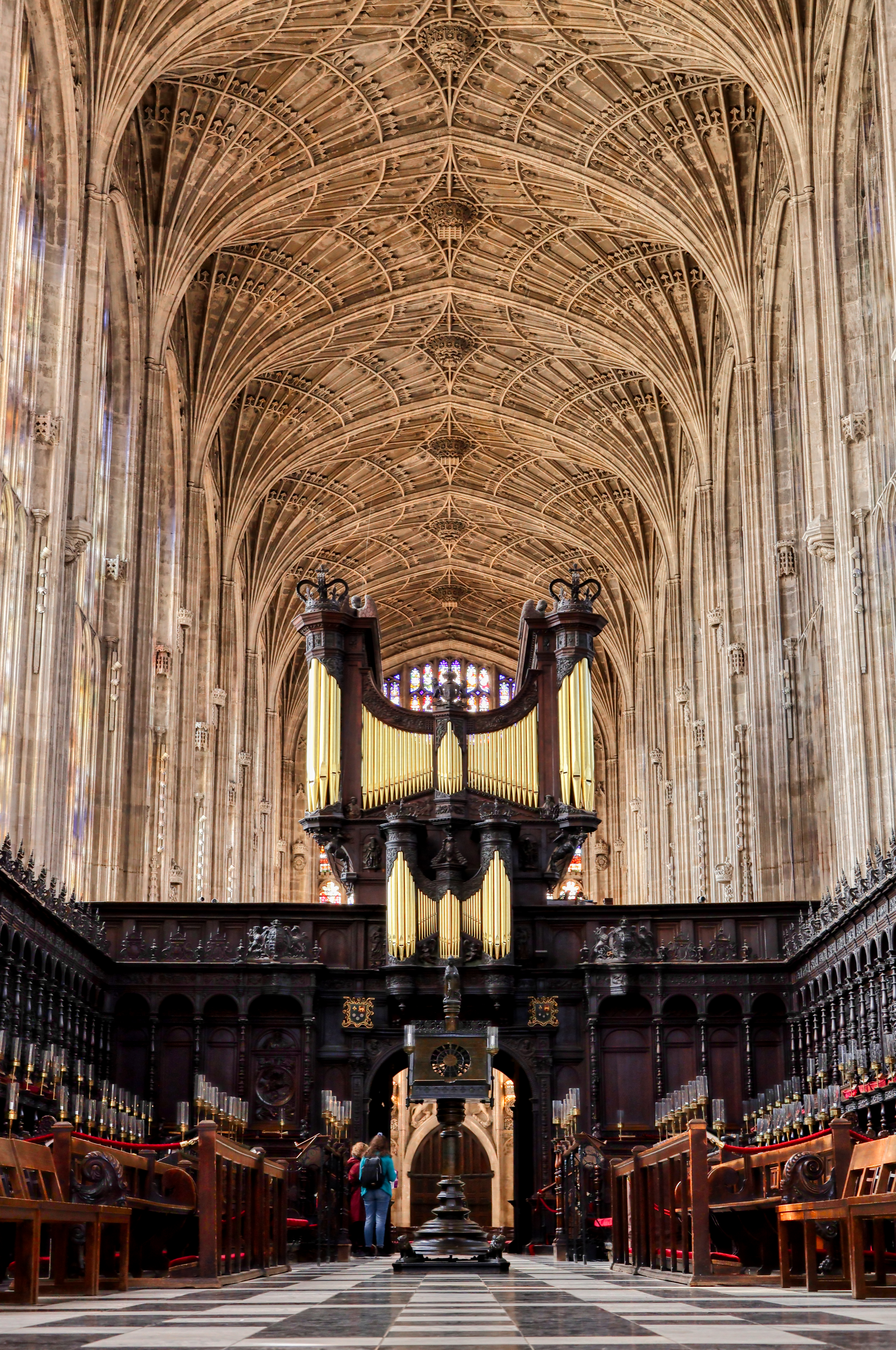
Solfjädervalet, lektoriet och koret.

### Rundkyrkan, Cambridge

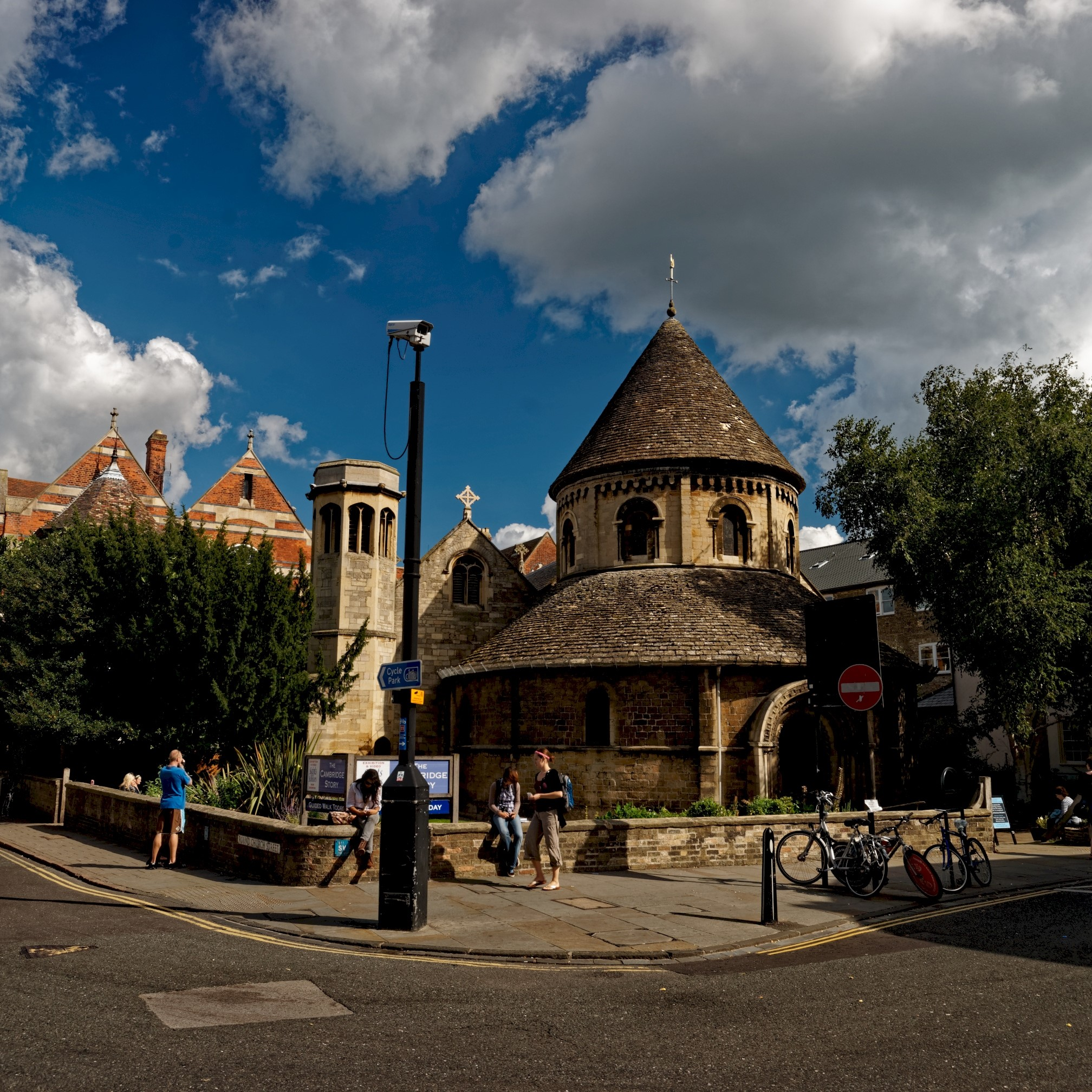
Den medeltida rundkyrkan Holy Sepulchre, Cambridge.

Heliga gravens kyrka i Cambridge (Church of the Holy Sepulchre, Cambridge) är en av fyra medeltida rundkyrkor i England som fortfarande används. Kyrkan byggdes på 1130-talet, troligen av augustinermunkar. Mittskeppet är runt, omgivet av en koromgång som avskiljs genom åtta massiva pelare som förenas med rundbågsvalv. En övre våning avslutas med en konisk tornspira.
På 1990-talet hade församlingen växt ur kyrkorummet, och flyttade till en närbeläggen kyrkobyggnad. Heliga gravens kyrka används idag som studiecentrum och utställningar kring kristendomens påverkan på England. Kyrkan är öppen för allmänheten, och används också för konserter, teater, sommarskola och föredrag.

### St Peter-in-Ely egenkyrka

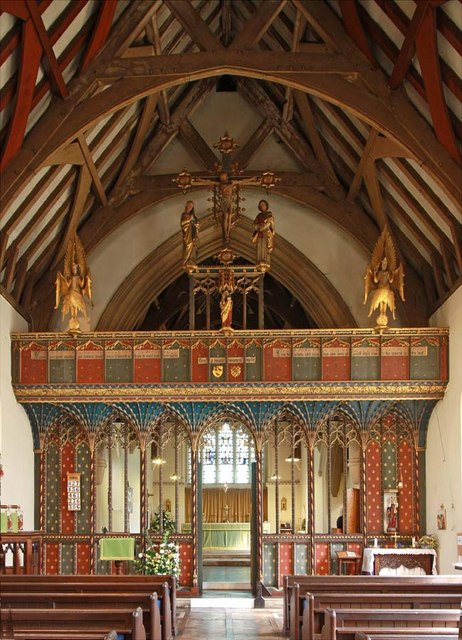
St Peter-in-Ely med lektorium och högaltare.

St Peter-in-Ely är en av ett fåtal kyrkor inom Engelska kyrkan som är så kallad egenkyrka (engelska: proprietary chapel). Det innebär att kyrkobyggnaden uppförts, finansierats och ägs av en annan fysisk eller juridisk person än Engelska kyrkan, i St Peter-in-Elys fall en stiftelse (engelska: charity). Stiftelsen beslutar även om den verksamhet som bedrivs i byggnaden.
Kyrkans styrning regleras i en särskild  stiftelseurkund och i St Peter-in-Ely har det demokratiskt valda kyrkorådet (engelska: parochial church council) som föreskrivs i Engelska kyrkans kyrkoordning ersatts av stiftelsens huvudmän och en särskild församlingskommitté.
Till skillnad mot peculiarförsamlingarna står egenkyrkorna under stiftsbiskopens tillsyn och ingår i stiftet. Huvudmännen tillsätter visserligen kyrkans präster, men enligt kyrkoordningen krävs biskopens och församlingens kyrkoherdes tillstånd för att kunna fira gudstjänst eller kyrkliga handlingar i kyrkan. På så sätt är alltså egenkyrkorna starkt knutna till stiftets ordinarie verksamhet.
Själva byggnaden uppfördes 1889–1890 på beställning och bekostnad av Maria Sparke. Kyrkan byggdes till minne av hennes avlidne man, Edward Bowyes Sparke, en av kanikerna i Katedralen i Ely. Bowyes Sparke hade uppmärksammat att varken katedralen eller stadens två församlingskyrkor nådde ut till det nya industri- och bostadsområdet som uppstått längs med floden Ouse. Den nya kyrkan kan därför sägas vara ett svar på urbanisering och industrialisering av Ely under den andra halvan av 1800-talet.

## Biskopslängd
Stiftets förste biskop var Hervey le Breton, överförd från Bangor stift genom beslut av påve Paschalis II. Han installerades i ämbetet i oktober 1109, och var stiftets biskop till 30 augusti 1131 då han avled.
Många av de medeltida biskoparna av Ely var även betydande statsmän. Från stiftets grundande 1109 till reformationen fick fullt genomslag 1554 var sex av biskoparna riksskattmästare och åtta lordkansler. En av dem, John Hotham (biskop 1316–1337) var först skattkammarmästare, riksskattmästare och slutligen lordkansler. Tre gick vidare till uppdraget som ärkebiskop av Canterbury, en till ärkesbiskop av York. Hugh Belsham (1257–1286) grundade Peterhouse, det äldsta colleget vid Universitetet i Cambridge medan John Alcock (1486–1500) grundade Jesus College.
Thomas Thirlby (1554–1559) var den siste biskopen i stiftet som även räknas in i den romersk-katolska kyrkans biskopslängd, som upphörde i och med reformationen. Thirlby beskrivs visserligen som att ha motarbetat varje förändring som skedde under reformationen, men efterlevde samtidigt varje fattat beslut. Cooper menar att Thirlbys katolska inställning kan ha varit ett av skälen till hans befordran till Ely efter den katolska drottning Marys trontillträde. Drottning Elisabeth I:s avsatte Thirlby, efter att han vägrade att erkänna monarken som kyrkans överhuvud på jorden.
Nedan listas de biskopar som lett Ely stift under 1900- och 2000-talen. Där inget annat anges i noter är uppgifterna hämtade från huvudartikeln, med Crockford's Clerical Directory som främsta källa.
| Från | Till      | Biskop                | Kommentar |
| ---- | --------- | --------------------- | --- |
| 1886 | 1905      | Lord Alwyne Compton   | Avgick på egen begäran. |
| 1905 | 1924      | Frederic Chase        | Avgick på egen begäran |
| 1924 | 1933      | Leonard White-Thomson | Avled i tjänsten. |
| 1934 | 1941      | Bernard Heywood       | Överförd från suffraganbiskop av Hull i Yorks stift. |
| 1941 | 1957      | Edward Wynn           | |
| 1957 | 1964      | Noel Hudson           | Biskopsvigd för tjänst som biskop i stiften Labuan och Sarawak i Malaysia. Överförd till Ely från tjänst som biskop i Newcastles stift. |
| 1964 | 1977      | Edward Roberts        | Biskopsvigd för tjänst som suffraganbiskop av Malmesbury i Bristols stift. Överförd till Ely från tjänst som suffraganbiskop av Kensington i Londons stift. Avgick med pension. |
| 1977 | 1990      | Peter Walker          | Överförd från tjänst som suffraganbiskop av Dorchester i Oxfords stift. Tidigare rektor för Westcott House, Engelska kyrkans teologiska seminarium i Cambridge. Avgick med pension. |
| 1990 | 2000      | Stephen Sykes         | Professor i teologi vid Durhams universitet och kanik vid katedralen i Durham; Regius Professor i teologi vid universitetet i Cambridge, och hederskanik vid katedralen i Ely. Biskopvigdes 2 maj 1990 i katedralen i Southwark och installerad i Ely 5 maj. Avgick 1 september 1999 för att återgå till tjänst som rektor vid St John's College och teologiska seminarium vid Durhams universitet. |
| 2000 | 2010      | Anthony Russell       | Överförd från tjänst som suffraganbiskop av Dorchester i Oxfords stift. |
| 2010 | nuvarande | Stephen Conway        | Överförd från tjänst som suffraganbiskop av Ramsbury i Salisbury stift. Från 1 januari 2022 ägnar Conway halva sin tid åt uppdraget som tillförordnad biskop av Lincolns stift. |